# Доктор естественных наук
Доктор естественных наук (лат. Doctor rerum naturalium, Dr. rer. nat. дословно — «Доктор природных вещей») — послевузовская академическая учёная степень, присуждаемая в университетах в некоторых европейских странах, например, в Германии и Австрии, выпускникам аспирантуры по специальности математика, физика, химия, биология, геология и естественные науки, компьютерные науки и родственных областях. Эти докторские степени являются эквивалентом PhD. Немецкие университеты часто переводят Dr. rer. nat. как «Доктор наук».
Завершение доктората в Германии позволяет выпускнику использовать только титул Dr. rer. nat. перед своим именем. Выпускники не имеют права использовать титул PhD перед своим именем или наоборот, согласно немецкому законодательству. Если полученный в Германии диплом Dr. rer. nat. в другой стране, например, США, был переведен и подтвержден соответствующими государственными органами, как соответствующий PhD, тогда эту приставку также можно употреблять перед именем.
В Чехии и в Словакии существует учёная степень, обозначаемая похожим образом: RNDr. Её, однако, не следует путать с Dr. rer. nat., так как RNDr. присуждается людям, завершившим обучение на степень магистра.